# الخط 17 لمترو باريس
الخط 17 لمترو باريس (بالفرنسية: Ligne 17 du métro de Paris) هو مشروع في طور الإنجاز ينتمي لمشروع خطوط المترو الأربعة الإضافية لمترو باريس والمسماة باريس الكبرى إكسبراس. يقع في باريس في فرنسا. من المقرر أن يبدأ افتتاح الخط من سنة 2023 إلى 2030.

يشرف على هذا الخط شركة باريس الكبرى ونقابة النقل في إيل دو فرانس.

سيربط الخط بين محطة لو مونيل أملو ومحطة سان دوني - بلايل مرورا من مطار باريس شارل ديغول، ويتكون من 9 محطات وطوله الإجمالي 25 كم. العربات ستكون نفس عربات الخط 15 والخط 16 لكن ستتكون من 3 قاطرات فقط بطول إجمالي يقدر ب54 متر، وطاقة إستيعاب المترو الواحد 500 مسافر، وذلك لتخفيض سعر الإنتاج والإستغلال.

## تواريخ الإفتتاح
الخط 17 سيفتتح حسب المراحل الأتية:
- بحلول عام 2023: بين سان دوني بلايل ولو بورجيه RER.
- بحلول عام 2023 و2024: بين لو بورجيه RER ومثلث غوناس.
- بحلول عام 2023 و2024: بين مثلث غوناس ومطار شارل ديغول المحطة 2.
- بحلول عام 2030: بين مطار شارل ديغول المحطة 2 ولو مونيل أملو.
- بحلول عام 2030: بين سان دوني بلايل ونانتير لا فولي.

## التخطيط والمحطات
|  |   |  | المحطة                   | الإحداثيات                                       | البلدية            | الخطوط والشبكات المتصلة |
|  | - |  | ------------------------ | ------------------------------------------------ | ------------------ | ----------------------- |
|  | o |  | لو مونيل أملو            | 49°01′32″N 2°35′45″E / 49.0254389°N 2.59573056°E | لو مونيل أملو      |                         |
|  | o |  | مطار شارل ديغول المحطة 4 | 49°00′52″N 2°34′14″E / 49.0143778°N 2.5705°E     | ترومبليه أون فرانس | شارل ديغول فال          |
|  | o |  | مطار شارل ديغول المحطة 2 | 49°00′17″N 2°34′13″E / 49.0047028°N 2.57023889°E | ترومبليه أون فرانس | شارل ديغول فال          |
|  | o |  | حديقة المعارض            | 48°58′29″N 2°30′56″E / 48.9747556°N 2.51564722°E | فيلبانت            |                         |
|  | o |  | مثلث غوناس               | 48°58′42″N 2°28′33″E / 48.9784139°N 2.47583333°E | غوناس              |                         |
|  | o |  | مطار لو بورجيه           | 48°56′48″N 2°26′10″E / 48.9465722°N 2.43622222°E | لو بورجيه          |                         |
|  | o |  | لو بورجيه RER            | 48°55′50″N 2°25′20″E / 48.9304944°N 2.42209444°E | لو بورجيه          |                         |
|  | o |  | لا كورونف - سيس روت      | 48°55′45″N 2°23′03″E / 48.9290972°N 2.38413333°E | لا كورونف          |                         |
|  | o |  | سان دوني بلايل           | 48°55′03″N 2°20′48″E / 48.9175972°N 2.34667222°E | سان دوني           |                         |

## مقالات ذات صلة
- تطوير محطات مترو باريس
- قائمة محطات مترو باريس
- النقل العام في إيل دو فرانس
- باريس

## روابط خارجية
- الموقع الرسمي لشركة باريس الكبرى.